# Medalha de Olhão

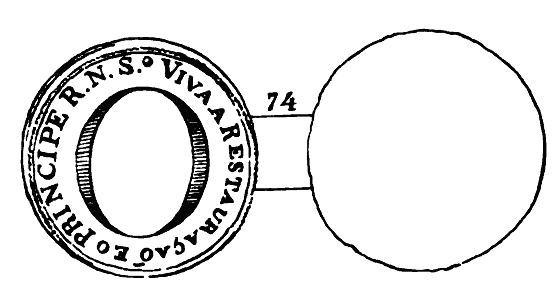
Verso e reverso da primeira representação conhecida da Medalha de Olhão
(in Memoria das Medalhas, 1861)

A Medalha de Olhão foi concedida aos olhanenses a 15 de Novembro de 1808 pelo então príncipe regente D. João (futuro D. João VI, como prémio da primeira revolta bem sucedida contra as invasões francesas, iniciada naquela localidade em 16 de Junho de 1808.

## Contextualização
Tendo apenas um século antes desanexado-se da freguesia de Quelfes, o lugar de Olhão contaria em 1808 já com cerca de cinco mil habitantes, dedicando-se a maioria da população à actividade piscatória. No contexto das guerras peninsulares, o seu povo foi um dos mais explorados pelo governo francês, embora apenas durante cerca de dois meses (mais precisamente entre o dia 14 de Abril de 1808 e o dia 16 de Junho do mesmo ano. As proibições e pressões contínuas feitas aos pescadores, que eram obrigados a não se afastarem muito da costa e para regressarem antes do sol se pôr, para além dos inúmeros impostos que tinham que pagar sobre todos os pretextos, terão sido dois motivos bem fortes para que no dia 16 de Junho de 1808 a população se revoltasse na prática contra os franceses (ver revolta de Olhão). De facto, apesar da população de várias localidades do norte do país se ter rebelado alguns dias antes do lugar de Olhão, foi neste lugar que se deu início aos confrontos físicos entre milícias portuguesas e as tropas napoleónicas.
Já depois dos franceses terem evacuado o Algarve, alguns pescadores olhanenses decidiram rumar ao Brasil num caíque chamado Bom Sucesso, no início de Julho de 1808, para contar ao príncipe regente a boa nova (ver viagem do Caíque Bom Sucesso).

## Condecoração da Medalha
Os olhanenses chegaram ao Rio de Janeiro no dia 22 de Setembro do mesmo ano, tendo logo sido recebidos pelo príncipe regente. Finalmente, no dia 15 de Novembro do mesmo ano, já depois de outras embarcações portuguesas terem chegado ao Brasil com notícias das outras sublevações populares ocorridas no país, D. João emitia um alvará onde elevava o lugar de Olhão a Vila de Olhão da Restauração, dando também direito a que "os habitadores dela usem de uma medalha, na qual esteja gravada a letra O com a legenda: Viva a Restauração, e o Príncipe Regente nosso senhor".